# یگان حافظ صلح سازمان ملل متحد در ایران
نیروهای حافظ صلح  سازمان ملل متحد مستقر در ایران (معروف به کلاه آبی‌های ارتش) یکی از زیرشاخه‌های نیروی زمینی ارتش جمهوری اسلامی ایران و اداره عملیات حفظ صلح سازمان ملل متحد به حساب می‌آید. نظامیان این یگان دوره‌های مختلفی از جمله دوره ی نیروهای ویژه، پاکسازی ساختمان، رهایی گروگان، ضدکمین، زبان تخصصی، زبان انگلیسی و … فرا می‌گیرند و جهت همکاری با دیگر نیروهای سایر کشورها برای عملیات حفظ صلح سازمان ملل متحد خود را آماده می‌کنند.

## نگارخانه

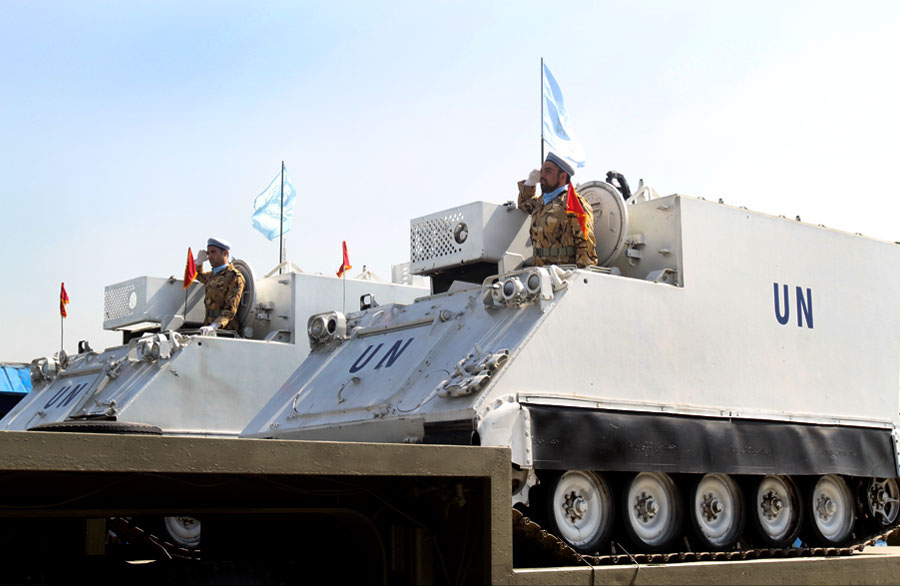
رژه یگان حافظ صلح در سال ۲۰۱۲